# Lubomír Macháček
Lubomír Macháček (* 21. června 1947 Pardubice) je český spisovatel a psycholog.

## Život
Otec Lubomíra Macháčka byl pomocníkem v obchodě a matka absolvovala dvouletou ekonomickou školu.
V roce 1965 absolvoval Lubomír Macháček Střední všeobecně vzdělávací školu v Pardubicích, poté rok pracoval jako vychovatel na internátu Pozemních staveb v Rybitví. V roce 1971 vystudoval psychologii na Filozofické fakultě Univerzity Palackého. Po vojenské službě nastoupil jako psycholog do Ústavu nápravné výchovy v Pardubicích a následně pracoval v Okresní pedagogicko-psychologické poradně. V letech 1990–2005 vedl Poradnu pro rodinu a partnerské vztahy. V roce 2006 se stal ředitelem Centra psychosociální pomoci – Rodinné a manželské poradny Pardubického kraje.

## Dílo
Literatuře se věnuje od studentských let. Společně s Alexanderem Tomským pracoval na studentském časopisu Oxymóron (později Hlas). Publikoval v časopisech Host do domu, Texty, Tvorba, Mladý svět, Čs. voják, Věda a život či Literární měsíčník. Lubomír Macháček je zároveň autorem mnoha příspěvků ve více než dvaceti sbornících. V osmdesátých letech publikoval především v cizojazyčných sbornících (německých, maďarských, polských a slovenských). Zpočátku psal povídky s fantaskními prvky, posléze se zaměřoval na romány z různých žánrů (sci-fi, detektivní román, psychologické povídky a literatura pro mládež). Při psaní děl čerpá ze svých profesních zkušeností, poznatků a zážitků. Ve svých románech a povídkách se snaží zachytit smysl lidské existence. V psychologických povídkách zachycuje především tematiku osamělosti a odcizení v rodině. Hlavní postavy jeho knih jsou spjati s autorovými rodnými Pardubicemi. Některá díla publikoval pod pseudonymem Adam Borek. Mnoho jeho děl vyšlo v nakladatelství Kruh.
- 1975 Láska v kaluži - toto dílo je věnované každodenním životním zážitkům
- 1978 Písek v zubech - jedná se o povídkovou knihu, která obsahuje prvky sci-fi a hororu
- 1979 Co skrýváme pod kůží - inspirováno autorovou profesí
- 1981 Začít milovat - toto dílo dosáhlo velkého úspěchu, děj je situován do nápravného zařízení pro ženy
- 1984 Výlety do snů
- 1985 A budeme šťastni
- 1987 Údolí osamělých běžců
- 1989 Fantastický mezičas
- 1993 Ztracené lásky
  - Upíří tanec
- 1994 Kde je ta šibenice
- 1996 Krvavý anděl
  - Kanibal
- 1997 Poklad na Kunětické hoře : báje a pověsti z Pardubicka
- 2001 Zasvěcen démony : olomoucký román
- 2002 Zač je v Pardubicích perník, aneb, Perníčkova dobrodružství ve vzduchu, na souši a na vodě
- 2003 Stín pavouka
  - Milenka půlnoc
- 2006 Kdybych byla kočkou 
  - Básníci nevraždí - detektivní povídky
- 2007 Chvění - problematika klonování člověka
  - Důvěrné zátiší s Beruškou a další povídky
- 2009 Slepá jako smrt a další povídky
- 2011 Manželky a jiné ženy
- 2014 Zpackané nevěry a další povídky
- 2015 Zelené vdovy